# Frankenstein o el Prometeu modern
|  | Per a altres significats, vegeu «Frankenstein de Mary Shelley». |

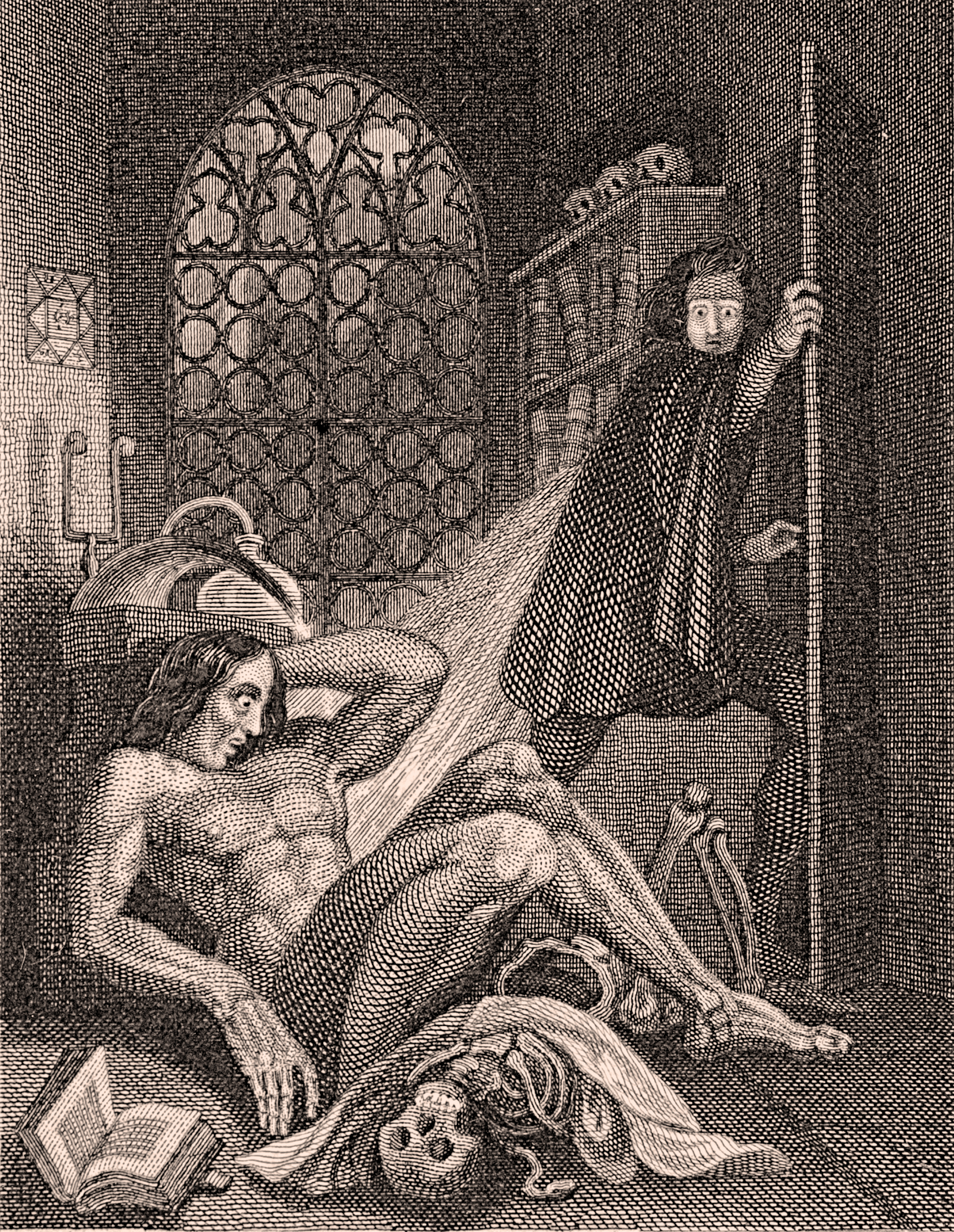
Il·lustració de l'edició de Frankenstein de 1831

Frankenstein o el Prometeu modern (en anglès Frankenstein or The Modern Prometheus) és una novel·la escrita per Mary Shelley i emmarcada en la tradició de la novel·la romàntica i gòtica. La va començar a escriure quan tenia 18 anys, i la primera edició es va publicar anònimament el 1r de gener de 1818, quan en tenia 20. El nom de l'autora va aparèixer per primer cop a la segona edició, publicada el 1823.
El text explora temes com la moral científica, la creació i la destrucció de la vida, així com l'audàcia de la humanitat en relació amb Déu. D'allí, el subtítol de l'obra: el protagonista intenta rivalitzar en poder amb déu, com una mena de Prometeu modern que arrabassa el foc sagrat de la vida a la divinitat. Hi ha qui afirma que va ser el primer text del gènere de ciència-ficció.
Se n'han fet diverses adaptacions al cinema, ja que el monstre ha esdevingut una icona de la cultura popular.

## Argument
Victor Frankenstein és un científic que, aclaparat pel dolor de la mort de la seva mare, investiga tècniques sobre com tornar a la vida els éssers. Crea un monstre, del qual fuig fastiguejat pel seu aspecte. El monstre intenta apropar-se als humans, que el rebutgen, i s'amaga al camp, on observa durant un any la vida d'una família i adquireix una mínima educació. Alhora, però, s'adona de com és de diferent de les persones i com mai l'acceptaran, motiu pel qual mata un parent del científic.
Ell, quan se n'assabenta, va a buscar la seva criatura i mantenen un diàleg durant el qual el monstre es justifica i es lamenta de la seva solitud. Després li demana una companya com ell, a canvi de desaparèixer de la seva vida i no fer més mal. Víctor, però, no compleix la seva promesa per por de crear un altre monstre similar i comença una persecució mútua per donar-se mort (després que diversos estimats del científic siguin assassinats per la criatura). Al Pol Nord, Víctor mor de malaltia i el monstre se suïcida.

## Anàlisi
El monstre no rep mai un nom, que l'hauria fet humà, cosa que suposa l'inici de la seva desgràcia. Aquí es diferencia el científic dels déus creadors, així com en l'abandó de la seva criatura. Actua com un pare negligent, repetint la seva història, en un tema molt típic del segle xix (present, per exemple, en la infància dibuixada per Charles Dickens, plena d'orfes): qui no és estimat, no dona amor, i la manca d'amor engendra odi i destrucció, com justifica la criatura en diverses ocasions on es troba amb el Víctor. Aquest és doblement culpable, ja que no repara la seva falta fent-li una companya i donant-li així companyia.
A la novel·la el monstre és descrit com una espècie de gòlem gegantí amb els ulls brillants i molt de pèl, a diferència de la icona popularitzada pel cinema. Tot i aquest aspecte, és una barreja d'ésser terrorífic i llastimós, una visió pròpia del romanticisme, on el mal i els éssers marginals són vistos com a nobles. Igualment el científic manté un caràcter ambivalent, allunyant-se de la fe en la raó i la ciència de la Il·lustració precedent.
Un dels temes fonamentals és l'hybris o orgull excessiu, que fa que el científic es vulgui igualar a Déu i pretengui donar vida, una cosa que només és pròpia de divinitats i, en un altre pla, de les dones (l'autora estava fortament influïda per la seva mare, Mary Wollstonecraft, precursora del feminisme). Es crea així un arquetip, el del científic boig.
Mentre s'aborden aquests temes de caràcter filosòfic, la trama s'embolcalla d'un misteri (els assassinats) i d'elements de suspens (les aparicions temudes del monstre, l'horror que l'envolta).
La idea de donar al personatge característiques de creador a l'estil de Prometeu pot tenir dues explicacions. La primera afirma que el títol sorgeix de l'arquetip de creador de Prometeu presentada per Shaftesbury a la seua obra The Moralists (1709). Shaftesbury dona nom al "Prometeu modern" que hi ha al subtítol de l'obra de Shelley i afirma que tenim la tendència o ganes de ser creadors, cosa que es troba en la pràctica antinatural dels alquimistes. Tot i això no hi ha proves que determinen que la influència fóra directa, perquè no conegué les obres de l'autor fins anys després de crear Frankenstein, el 1825.. Per això la segona teoria explica que ve d'un vers de El Paradís perdut de Milton on Prometeu demana explicacions als déus com el monstre al seu creador. Aquest poema èpic era ben popular a casa de la família de l'autora i apareix tant als seus diaris com a dins de l'obra com a lectura dels personatges.
Està demostrat que hi ha paisatges descrits a la novel·la que provenen dels viatges fets per l'autora: Chamonix inspirà el paisatge trobat al Capítol IX i l'origen del Riu Avairon inspirà el del Capítol X.
Tracta el tema de la resurrecció mitjançant l'ús d'electricitat i la por i la intolerància davant la singularitat.

## Publicació
La primera edició, es va publicar anònimament amb un pròleg escrit per a Mary per Percy Bysshe Shelley i amb una dedicatòria cap al filòsof William Godwin, el seu pare. Es va publicar en una edició de 500 còpies en tres volums, que era el format estàndard per les primeres edicions de noveles del segle xix.

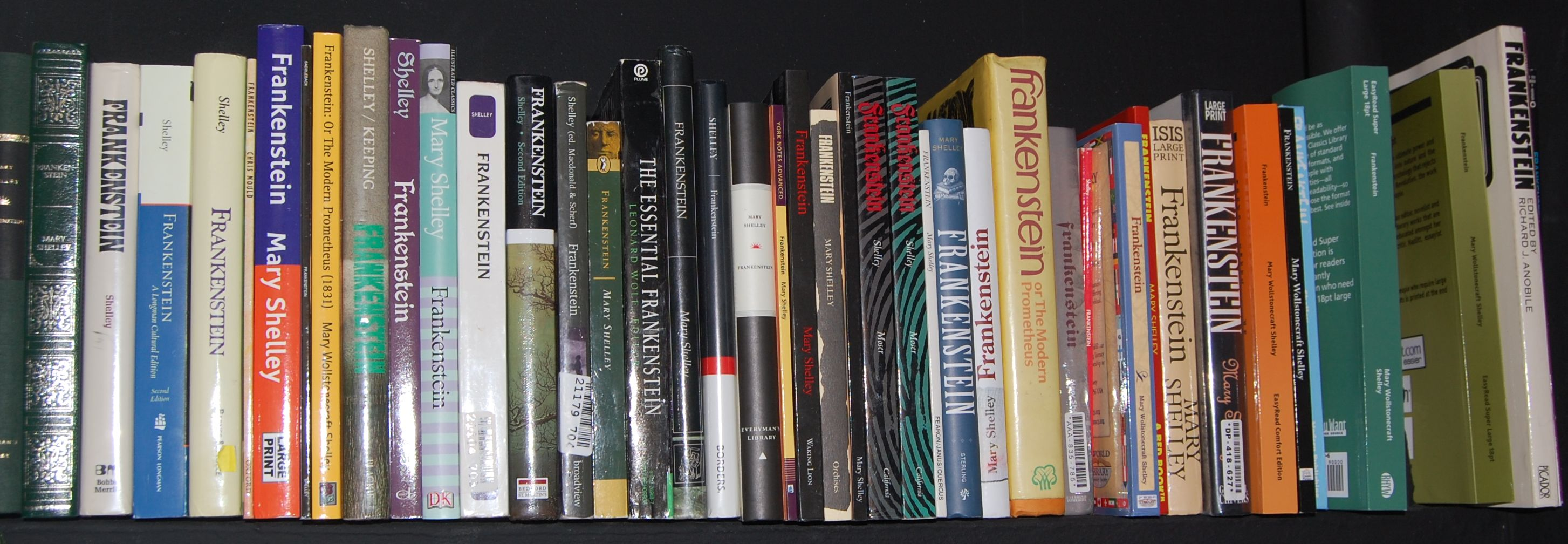
Una varietat d'edicions diferents

La segona edició es va publicar l'11 d'agost de 1823 en dos volums (per G. i W. B. Whittaker) seguint l'èxit de l'obra de teatre Presumption; or, the Fate of Frankenstein de Richard Brinsley Peake. Aquesta edició l'acreditava com l'autora a la pàgina del títol.
La primera edició popular es va publicar el 31 d'octubre de 1831, en un volum, publicat per Henry Colburn i Richard Bentley. Aquesta edició va ser revisada per Mary Shelley. Incloïa un nou pròleg de l'autora, presentant una versió una mica diferent de la gènesi de la història. Aquesta és una de les versions més publicades i llegides en l'actualitat, encara que algunes edicions segueixen el text original.

## Traduccions al català
- Shelley, Mary. Frankenstein o el Prometeu modern. Traducció: Quim Monzó.  La Magrana, 1983. ISBN 84-7410-121-2.[8]
- Shelley, Mary. Frankenstein. Traducció: Quim Monzó.  La butxaca, 2017. ISBN 978-84-1703-113-8.
- Shelley, Mary. Frankenstein. Traducció: Xavier Zambrano.  Viena, 2024 (Club Victòria,17). ISBN 978-84-1947-450-6.[9]
- Shelley, Mary. Frankenstein o el prometeu modern. Traducció: Carme Manuel.  Bromera, 2024. ISBN 978-84-1358-644-1.[10]